# Glen Wilson
Glen Wilson (Greenville, Illinois, 1952) is een Nederlandse klavecinist en dirigent van Amerikaanse afkomst.

## Levensloop
Wilson begon zijn muziekstudies aan de Juilliard School in New York. Hij vertrok vervolgens naar Nederland waar hij van 1971 tot 1975 studeerde bij Gustav Leonhardt. Hij werd in 1975 de klavecinist van het Nederlands Kamerorkest. In 1980 werd hij Tweede prijs in het internationaal klavecimbelconcours in het kader van het Festival Musica Antiqua in Brugge en tevens Tweede prijs voor basso continuo.
In 1982 begon hij te doceren aan het Utrechts Conservatorium en gaf hij zich ook volledig aan het doceren tijdens meestercursussen en aan een carrière als solost of als uitvoerder binnen kamermuziekensembles. In 1988 werd hij docent in de oudste Muziekacademie in Duitsland, die van Würzburg en verhuisde naar Beieren.
Wilson heeft in méér dan dertig landen concerten gegeven, op klavecimbel, pianoforte, clavicord en orgel. Hij heeft opgetreden met onder meer Gustav Leonhardt, Emma Kirkby, René Jacobs, Alice Harnoncourt, Max van Egmond, Wieland Kuijken, Michael Chance, de Nederlandse gambiste Mieneke van der Velden en met de violonist François Fernandez. Hij was lid van ensemble Quadro Hotteterre en stichter van het Amsterdams Fortepiano Trio, samen met Lucy van Dael en Wouter Möller. Hij was in 1989 en 1992  jurylid voor het internationaal klavecimbelconcours in Brugge.
Voor de Nederlandse Wereldomroep heeft hij “Excursions in Early Music” geproduceerd, 65 programma's die in de Verenigde Staten, Canada en Australië werden uitgezonden. Als continuospeler werkte hij mee aan projekten van de Leonhardt Consort, Concentus Musicus Wien, La Petite Bande en het Concertgebouworkest Amsterdam. Bij De Nederlandse Opera speelde hij gedurende 20 jaar klavecimbel en assisteerde er Nicolaus Harnoncourt in de cyclus van Mozart-Da Ponte-opera's.

## Dirigent
Wilson maakte zijn debuut als dirigent in 1990 in de Nederlandse Opera met Monteverdi's Il Ritorno di Ulisse in Patria. Hij trad er talrijke malen mee op in Amsterdam, New York, Los Angeles en Sydney
Hij dirigeerde (première in Würzburg in 2003) de Incoronazione di Poppea. In 2008-2009 dirigeerde hij dezelfde opera voor de Nederlandse Opera Akademie.

## Discografie
Wilson heeft een groot aantal opnamen op zijn naam staan, zoals:
- Van J.S. Bach Das Wohltemperiete Clavier en de Goldberg Variaties
- Samen met Nederlandse collega's, het volledige klavierwerk van Jan Pieterszoon Sweelinck,
- de 'Préludes non mesurés' van Louis Couperin,
- 24 stukken van Louis Couperin,
- werken voor klavecimbel van Dietrich Buxtehude,
- de volledige werken van Gaspard le Roux voor klavecimbel (met Naoko Akutagawa),
- de volledige Fantasias van Giles Farnaby,
- klavecimbelwerk van Jan Pieterszoon Sweelinck en Andrea Gabrieli,
- Elias Nikolaus Ammerbach: Harpsichord Works from the Tabulaturbuch
- de Duitse liederen van Joseph Martin Kraus (op pianoforte),
- het Opus 5 van Arcangelo Corelli,(samen met Francois Fernandez),
- de volledige Fantasias van William Byrd,
- 3 CDs samen met Mieneke van der Velden).

Daarnaast komt hij voor als continuospeler op heel wat orkestopnamen.

## Publicaties
- The Art of Fugue: a Revisionist View
- ...l'autre Couperin deffunt...
- Merula's "Sonata Cromatica": a Case of Misattribution?